# Byssus

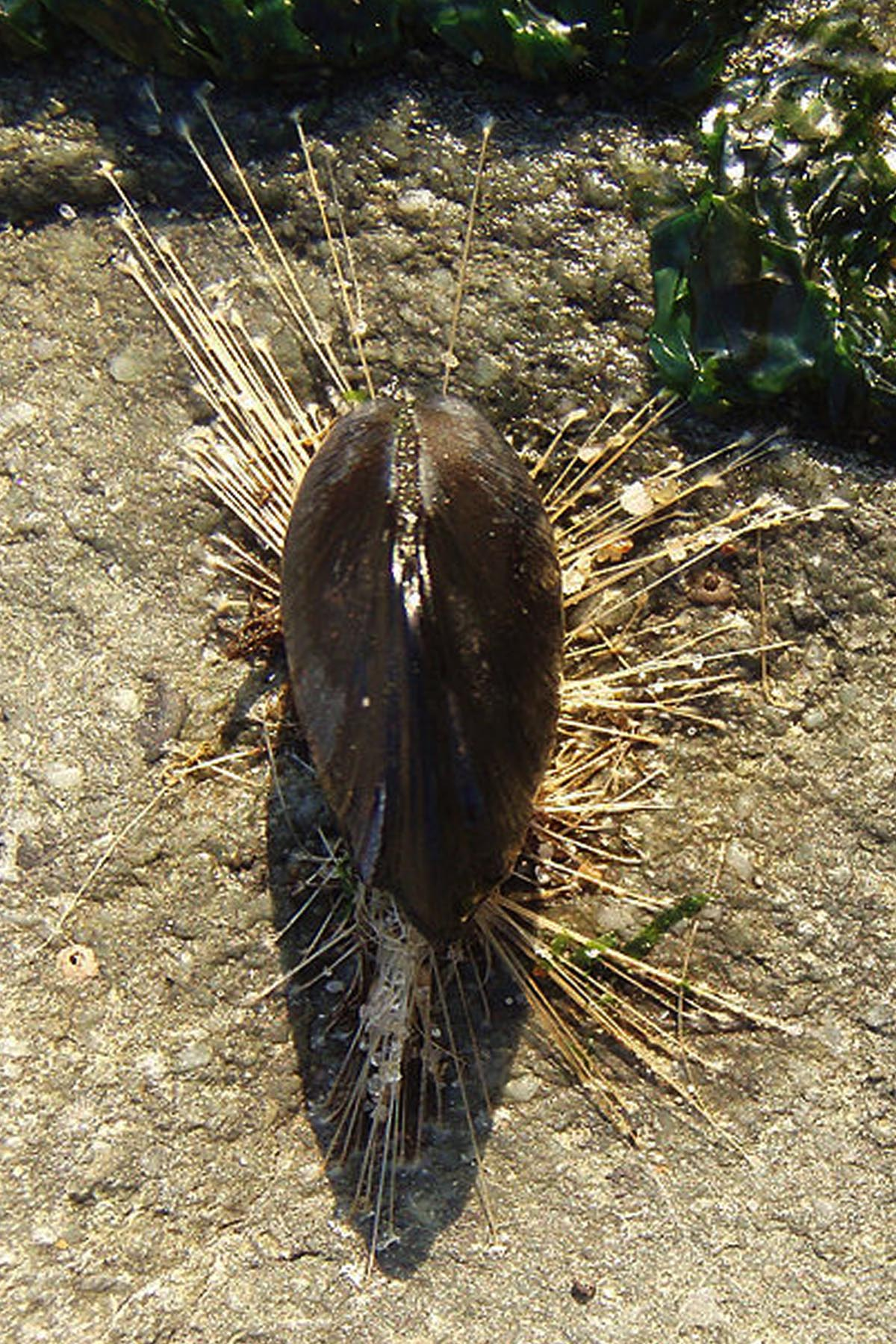
En Mytilus-mussla med tydliga byssustrådar

Byssus är hornartade trådar ("filament") av keratin och olika proteiner som produceras av vissa musslor, och med vars hjälp musslorna fäster sig vid föremål i vattnet.